# 高級心臟血管救命術
高級生命支持，亦為高級心肺復甦、ACLS，是指一系列的臨床介入（clinical intervention），作為以下情況的應急處置：心跳停止、休克，以及其他醫學上危及生命的緊急情況；亦指施行此臨床處置所需要的知識與技術。

## 高級技術
学习ACLS必须有宽阔的知识，严谨、细致、严格的临床试验。只有具备醫療相關学历才能够执行ACLS，并且需要有建立机器通气，定制开放静脉通道方案，阅读心电图和使用药理学处理突发事件的能力。ACLS单元包括医師（DOs and MDs），药师（PharmDs），牙医（DDS and DMDs），中级医师（PAs and NPs），呼吸临床医学专家/呼吸治療師（RTs），護理師（RNs）。其他ACLS单元成员也需要被培训。专家和抢救者都需要经过基础生命支持（Basic Life Support. BLS）的训练，例如心肺复苏（CPR）。ACLS是在BLS的基础上加上了一些设备，例如心电图监控，心脏除颤等来建立与维持更有效的通气和血液循环。

## 指導方針

### 2015
ACLS指導方針於1974年首次由美國心臟協會出版，1980、1986、1992、2000、2005、2010及2020年時曾進行修訂。

## 外部連結
- 2020 Guidelines from the AHA （页面存档备份，存于）
- acls manual （页面存档备份，存于）
- acls algorithms
- . Circulation. November 2010, 122 (18 Suppl 3)  [2013-06-15]. （原始内容存档于2012-05-20）.
- Ecc Committee, Subcommittees and Task Forces of the American Heart Association. . Circulation. December 2005, 112 (24 Suppl): IV1–203  [2013-06-15]. PMID 16314375. doi:10.1161/CIRCULATIONAHA.105.166550. （原始内容存档于2011-06-08）.
- European 2005 guidelines from European Resuscitation Council